# بالا شاه‌آغاچ
بالا شاه‌آغاچ (به لاتین: Bala Şahağac) یک منطقه مسکونی در جمهوری آذربایجان است که در شهرستان آستارا واقع شده است.

## جمعیت
جمعیت بالا شاه‌آغاچ ۱٬۳۷۹ نفر است.

## جغرافیا
دهستان بالا شاه‌آغاچ از دو روستای بالا شاه‌آغاچ و قامیشووکا تشکیل شده است. بالا شاه‌آغاچ در ۱۸ کیلومتری شمال شهر آستارا و ۲۷۵ کیلومتری جنوب شهر باکو واقع شده‌است.

## ریشه واژه
شاه‌آغاچ به معنی «شاه‌درخت» است. به آن بالاجه شاه‌آغاچ هم گفته می‌شود.